# Rhodostrophia languida
Rhodostrophia languida là một loài bướm đêm trong họ Geometridae.